# 二葉憲香
二葉 憲香（ふたば けんこう、1916年3月8日 - 1995年11月15日）は、日本の仏教学者。京都女子学園長。龍谷大学名誉教授・元学長。

## 経歴
1916年、広島県高田郡八千代町（現・安芸高田市）土師で生まれた。
生家は浄土真宗明願寺。龍谷大学ならびに同大学研究科で学び、1943年に卒業。
1946年、満洲から引揚げ、その後は龍谷大学教員となった。1974年、学位論文『古代仏教思想史研究』を龍谷大学に提出して文学博士号を取得。その後、龍谷大学教授に昇格。1969年、学長代行を務め、学園紛争を切り抜けた。1976年、龍谷大学第11代学長となった。1983年に学長を退任し、退職後は名誉教授となった。
その後は京都女子学園学園長となった。1995年に死去。

## 家族・親族
- 妻：二葉テルエは従妹でもある。生家の住職を務めた[5]。

## 著作
著書
- 『親鸞の人間像』眞宗典籍刊行會 1954
- 『親鸞の社会的実践』百華苑 1956
- 『無宗教時代と仏教』百華苑 1961
- 『古代仏教思想史研究：日本古代における律令仏教及び反律令仏教の研究』永田文昌堂 1962
- 『親鸞の研究：親鸞における信と歴史』百華苑 1962
- 『親鸞のひらいた地平』永田文昌堂 1975
- 『日本古代仏教史の研究』永田文昌堂 1984
- 『日本仏教の課題：もう一つの文化の構築に向けて』毎日新聞社 1986
- 『天皇制と真宗』三隅組教学研究会編 永田文昌堂 1991
- 『親鸞：仏教無我伝承の実現』永田文昌堂 1996

著作集
- 『二葉憲香著作集』(全10巻) 永田文昌堂 2000-2004

共編著
- 『史料日本仏教史』編、永田文昌堂 1971
- 『島地黙雷全集』(全5巻) 福嶋寛隆共編、本願寺出版部 1973-1978
- 『日本仏教史研究　国家と仏教』編、永田文昌堂 1979-1981
- 『念仏が開く歴史と社会』児玉暁洋共著、東本願寺出版部 同朋選書 1982
- 『赤松連城資料』監修、赤松連城研究会編、本願寺出版部 1982-84
- 『親鸞のすべて』編、新人物往来社 1984
- 『民衆と仏教 古代・中世編』編、永田文昌堂(日本仏教史研究) 1984
- 『親鸞をめぐるもうひとつの文化論』ロバート・ニーリー・ベラー,アルフレッド・ブルーム共著、永田文昌堂 1997
- 『歴史のなかの親鸞』松尾博仁・福嶋寛隆共著、永田文昌堂 1998
- 『我がいのち我がいのちにあらず』小川仲造・尾畑文正・滝本誠海共著、自照社出版 2000
- 『浄土真宗の祖親鸞』編、新人物文庫 2011

記念論集
- 『仏教史学論集』二葉博士還暦記念会編 永田文昌堂 1977
- 『日本仏教史論叢 二葉憲香博士古稀記念』永田文昌堂 1986

論文
- CiNii>二葉憲香
- INBUDS>二葉憲香

記念論文集
- 『仏教史学論集』二葉博士還暦記念会編、永田文昌堂、 1977
- 『日本仏教史論叢：二葉憲香博士古稀記念』二葉憲香博士古稀記念論集刊行会編、永田文昌堂 1986

## 二葉憲香に関する関連図書
- 『自然法爾:京都女子学園の教育理念』学園記念事業推進プロジェクト編、京都女子学園 2000